# Germán Becker Ureta
Germán Samuel Becker Ureta (Santiago, 8 de junio de 1927-Santiago, 26 de julio de 2017) fue un gestor cultural, publicista, director teatral y cinematográfico chileno, miembro original del programa de televisión Tertulia.

## Primeros años
Nació en la calle Maestranza (actual calle Portugal) de la comuna de Santiago, para luego mudarse a la calle Claras (actual Mac-Iver) mientras el país enfrentaba la crisis política y económica derivada del crac mundial de 1929. Finalmente, su familia se estableció en la calle José Domingo Cañas, comuna de Ñuñoa.
Católico ferviente, realizó su primera comunión en 1934. Estudió en el colegio San Pedro Nolasco (por entonces ubicado en Santiago centro) y posteriormente (1937) en el San Ignacio, del que antes se habían graduado su padre y abuelo.
Fue bisnieto de un marino alemán proveniente de Hamburgo, quien se radicó en Valparaíso y contrajo matrimonio con Eloísa Delgado, chilena. Becker atribuía a este hecho su devoción por la ciudad y el mar. Además, se declaraba fanático de la historia.

## Carrera profesional
Estudió teatro[cita requerida] y tuvo una breve carrera como actor en obras montadas por el TEUC, para luego derivar hacia la dirección teatral, donde participó en más de 25 obras. En 1954 estrena una versión de "Martín Rivas" en el Teatro Municipal de Santiago. Fue director y docente de la Academia de Arte Dramático de la Universidad Católica.
Es reconocido como uno de los principales organizadores de los espectáculos que precedían los Clásicos Universitarios (partidos de fútbol que enfrentan a los clubes Universidad Católica y Universidad de Chile) entre las décadas de 1950 y 1960. Por esos años funda la agencia Argos, dedicada a Publicidad y Espectáculos, junto a sus socios Salo San Miguel, Sergio Contreras y Ricardo Pulgar. Fanático del club de fútbol Universidad Católica de Chile, se hizo socio (el número 506, como solía recordar) y fundó la Orden de los Caballeros Cruzados, que preserva y difunde la historia del equipo. En reconocimiento a dicha labor, el palco oficial del estadio San Carlos de Apoquindo (sede del club deportivo) lleva, desde 2009, su nombre.
En 1955 funda el célebre Teatro Ictus, junto a un grupo de alumnos del TEUC, entre otros Paz Yrarrázabal, Mónica Echeverría, Claudio di Girolamo y Emilio Cánepa. En 1957 es convocado por Carlos Eastman (entonces gerente de El Mercurio) y funda el tabloide infantil El Mampato, que circulaba junto al diario los días miércoles. En 1958 es nombrado director de Radio Corporación (CB 114 - A.M.), cuando la empresa era propiedad del Banco del Estado de Chile.
En 1964 asesora la campaña presidencial de Eduardo Frei Montalva, primero organizando la Marcha de la Patria Joven y luego dirigiendo el cortometraje Chile en Marcha (1965, producido por Chilefilms).
En 1968 dirigió el filme Ayúdeme usted compadre basado en el programa de TV homónimo que había creado en 1967. Con casi 400 mil espectadores fue una de las películas más vistas de la historia de Chile, récord que mantuvo hasta 1999.
En 1969 y hasta 1973 se integra como panelista estable del programa de conversación A esta hora se improvisa, considerado un clásico de la TV chilena y antecedente de Tertulia. En 1971 el entonces rector de la Pontificia Universidad Católica de Chile, Fernando Castillo Velasco, le ofrece dirigir la estación televisiva Canal 13, lo cual declina; sin embargo, propone como mascota el personaje de un "angelito", que identificaría al canal por más de 20 años. En la misma época desarrolla y dirige nuevos programas para Canal 13, como por ejemplo Dominó y La silla eléctrica.
En 1973 escribió la letra de «Alborada», canción compuesta por Luis Urquidi y que celebra el golpe de Estado contra el gobierno de Salvador Allende. Posteriormente dicha canción sería adaptada como himno castrense. En 1977 diseñó, junto a Enrique Campos Menéndez, la puesta en escena del acto de Chacarillas.
Becker será especialmente recordado como integrante del programa de conversación Tertulia, un clásico de la TV chilena de las décadas de 1980 y 1990, y que tuvo dos versiones: la original, junto a Willie Arthur, Domingo Durán y José Luis Rosasco; y una nueva, junto a Hugo Zepeda, José Luis Rosasco y el padre Luis Eugenio Silva. Becker estuvo presente en ambas etapas y hasta la última temporada (2006).

### Libros
Escribió cinco libros, entre ellos:
- "Alameda entre Lira y Portugal, historias y recuerdos de la UC" (2012)-
- "Que Dios me pille confesado" (2014)[18]
- Y algunas notas o columnas en prensa escrita.[19]

## Vida personal
Su cónyuge fue María Eugenia Rencoret Silva, con quien tuvo cinco hijos. Falleció a los 90 años de edad, en casa de su hija María Eugenia de Lourdes Becker Rencoret, por causas naturales y complicaciones de la diabetes y Parkinson que le aquejaban.